# Меннерс, Джон, 7-й герцог Ратленд
Джон Джеймс Роберт Меннерс, 7-й герцог Ратленд (англ. John James Robert Manners, 7th Duke of Rutland; 13 декабря 1818 — 4 августа 1906) — британский аристократ и государственный деятель. Он был известен как лорд Джон Меннерс с 1818 по 1888 год.

## Молодость и поэзия

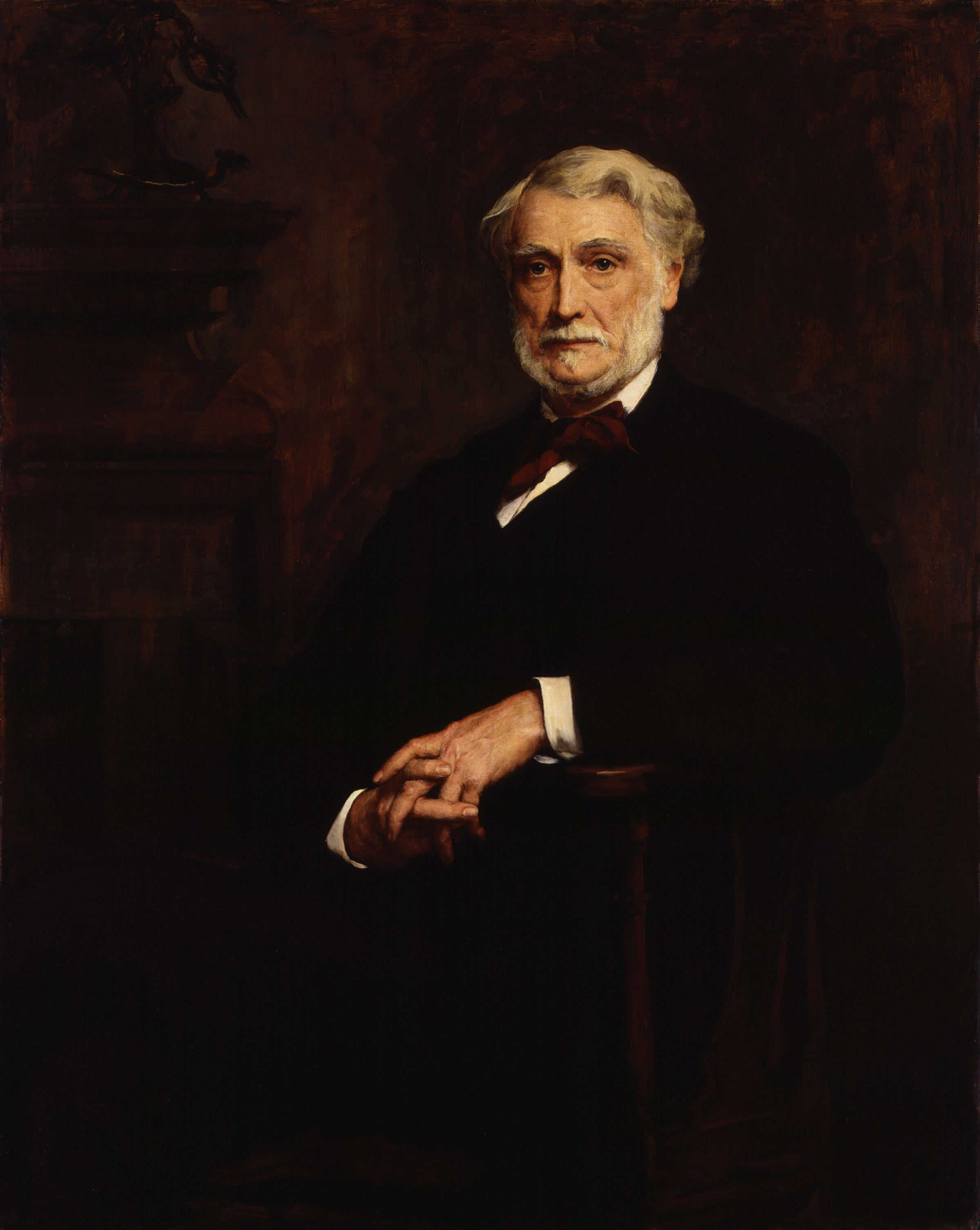
Джон Джеймс Роберт Меннерс, 7-й герцог Ратленд, картина Уолтера Уильяма Оулесса.

Ратленд родился 13 декабря 1818 года в замке Бельвуар. Младший сын Джона Меннерса, 5-го герцога Ратленда (1778—1857), от леди Элизабет Говард (1780—1825), дочери Фредерика Говарда, 5-го графа Карлайла. Чарльз Меннерс, 6-й герцог Ратленд, был его старшим братом, а лорд Джордж Меннерс — младшим братом.
Он получил образование в Итонском колледже, затем поступил в Тринити-колледж, Кембридж, в 1836 году. В Кембридже он был членом Университетского Питт-клуба. Он окончил магистратуру в 1839 году, а затем был награжден почетными степенями LLD тем же университетом в 1862 году и DCL Оксфордом в 1876 году.
Джон Меннерс написал две книги стихов: «Доверие Англии и другие стихи», опубликованные в 1841 году, и «Английские баллады и другие стихи», опубликованные в 1850 году. Книга 1841 года содержит его знаменитую цитату: «Пусть богатство и торговля, законы и ученость умрут, но оставь нам наше старое дворянство!» Книга 1850 года содержит его стихотворение «Легенда о Хэддон-холле».

## Политическая карьера
В 1841 году лорд Джон Меннерс был избран в Палату общин от Ньюарка от партии Тори вместе с Уильямом Эвартом Гладстоном и заседал от этого района до 1847 года. Впоследствии он баллотировался от Колчестера в 1850—1857 годах, от Северного Лестершира в 1857—1885 годах и от Мелтона с 1885 года до 1888 года, заняв место в Палате лордов после принятия титула герцога Ратленда.

### Молодая Англия
В начале 1840-х годов лорд Джон Меннерс был ведущей фигурой в движении «Молодая Англия», возглавляемом Бенджамином Дизраэли. Оно стремилось уменьшить преобладание буржуазии и восстановить политический престиж аристократии, чтобы улучшить социальное, интеллектуальное и материальное положение крестьянства и трудящихся классов. В то же время его члены стремились к возрождению Церкви и спасению как Церкви, так и Ирландии от бед, унаследованных от господства вигов в XVIII веке. Джон Меннерс совершил обширную инспекционную поездку по промышленным районам северной Англии, в ходе которой он и его друг Джордж Смайт, впоследствии 7-й виконт Стренгфорд, выступили с хорошо принятыми речами. В 1843 году он поддержал предложение лорда Грея о расследовании положения в Англии, поскольку серьезное недовольство рабочих классов севера было предметом, на который он постоянно обращал внимание парламента. Среди других мер, к которым он призывал, были ликвидация Церкви Ирландии, изменение законов о «праве мёртвой руки» и возобновление регулярных дипломатических отношений с Ватиканом. В том же году он опубликовал в форме брошюры решительный призыв к национальным праздникам..
В 1844 году лорд Джон Меннерс энергично поддержал Закон о фабриках («Десятичасовой билль»), который, хотя и был решительно отвергнут представителями Манчестера, в конце концов был принят в мае 1847 года. В октябре 1844 года он принял участие и выступил на вечере в Манчестерском Атенеуме под председательством Дизраэли. Несколько дней спустя он и его друзья посетили праздник в Бингли, в Йоркшире, чтобы отпраздновать выделение земли для садов рабочим людям, шаг, который он, благодаря посредничеству своего отца, сделал очень много для дальнейшего развития.
Однако расхождения во мнениях, начавшиеся в 1845 году, в конечном счете привели к распаду движения.

### Кабинет
Во время трех коротких администраций лорда Дерби (1852, 1858—1859 и 1866—1868) он сидел в кабинете в качестве первого комиссара работ. В 1852 году был принят в Тайный совет Великобритании. После возвращения консерваторов к власти в 1874 году он стал генеральным почтмейстером при Дизраэли, а в 1880 году был отправлен в отставку. Он снова был генеральным почтмейстером в администрации лорда Солсбери в 1885—1886 годах и возглавлял департамент, когда были введены шестипенсовые телеграммы. Наконец, в консервативном правительстве в 1886—1892 годах он был канцлером герцогства Ланкастерского. Рыцарь подвязки в 1891 году. 17 июня 1896 года он получил титул 1-го  барона Росса де Бельвуар в графстве Лестершир, когда его сын Генри Меннерс был вызван в Палату лордов приказом об ускорении получения отцовского титула барона Меннерса.
Он был покровителем Лиги Святого Мартина для разносчиков писем.

## Спортивные интересы
Он проявил сочувственный интерес к движению Олимпийских игр Уильяма Пенни Брукса, впервые проявленный, когда он присоединился к партии со своим двоюродным братом лордом Форестером, который смотрел первые Олимпийские игры Уэнлока в Мач-Уэнлоке в 1850 году. Он тут же пожертвовал денежный приз в размере 1 фунта стерлингов (примерно 80 фунтов стерлингов в 2017 году) комитету, который вручил его победителю беговой гонки. Он был членом совета четвертых национальных Олимпийских игр, которые были проведены, снова в Мач-Уэнлоке, в 1874 году. В 1883 году он был президентом самих Уэнлок Олимпийских игр в том году.

## Семья
10 июня 1851 года лорд Джон Меннерс женился на Кэтрин Луизе Джорджине Марли (28 января 1831 — 7 апреля 1854), дочери полковника Джорджа Марли и леди Кэтрин Батлер, внучке Джорджа Марлея, епископа Дромора. У них был один ребенок:
- Генри Джон Бринсли Мэннерс, 8-й герцог Ратленд (1852—1925)

Кэтрин скончалась в апреле 1854 года в возрасте 23 лет. 15 мая 1862 года лорд Джон Меннерс во второй раз женился на Джанетте Хьюган (8 сентября 1836 — 11 июля 1899), дочери Томаса Хьюгана (1813—1879). У них было семеро детей, в том числе:
- Лорд Эдвард Уильям Джон Меннерс (1864—1903), член Палаты общин от Мелтона (1895—1900), холост
- Лорд Сесил Реджинальд Джон Меннерс (1868—1945), член Палаты общин от Мелтона (1900—1906), холост
- Подполковник лорд Роберт Уильям Орландо Меннерс (1870—1917), офицер Королевского стрелкового корпуса. Этот сын был убит во время командования 10-й армией Нортумберлендских фузилеров во время Первой мировой войны. Награжден орденами Святого Михаила и Святого Георгия и орденом «За заслуги перед Отечеством». Он женился в 1902 году на Милдред Мэри Бакуорт (? — 1934), дочери преподобного Чарльза П. Бакуорта и вдове товарища по КРК-офицера майора Генри Бьюкенена-Риделла[11].
- Леди Виктория Александрина Элизабет Дороти Меннерс (1876—1933)
- Леди Элизабет Эмили Меннерс (1878—1924), которая в 1903 году вышла замуж за лорда Джорджа Скотта (1866—1947)[12].

Его вторая семья также владела шотландским поместьем: Сент-Мэри Тауэр в Данкелде.
Лорд Джон Меннерс унаследовал герцогство Ратленд в марте 1888 года, после смерти своего старшего брата, Чарльза Меннерса, 6-го герцога Ратленда (1815—1888). Герцогиня Ратленд умерла в июле 1899 года. 7-й герцог Ратленд пережил ее на семь лет и умер 4 августа 1906 года в возрасте 87 лет в замке Бельвуар.

## Титулатура
- 7-й герцог Ратленд (с 3 марта 1888)
- 7-й маркиз Грэнби, Ноттингемшир (с 3 марта 1888)
- 15-й граф Ратленд (с 3 марта 1888)
- 1-й барон Росс из Бельвуара, Лестершир (с 17 июня 1896)
- 7-й лорд Меннерс из Хэддона (с 3 марта 1888).